# Bourg-des-Comptes
Bourg-des-Comptes település Franciaországban, Ille-et-Vilaine megyében. Lakosainak száma 3388 fő (2022. január 1.). Bourg-des-Comptes Crevin, Guichen, Laillé, Pléchâtel, Poligné és Saint-Senoux községekkel határos.

## Népesség
A település népességének változása:
| Lakosok száma | 1071 | 1463 | 1727 | 2184 | 3234 | 3241 | 3264 | 3295 | 3327 | 3388 |
|               | 1968 | 1982 | 1990 | 2006 | 2013 | 2015 | 2017 | 2019 | 2020 | 2022 |